# Burro di arachidi
Il burro di arachidi (peanut butter) è un alimento originario degli Stati Uniti d'America, ricavato dalla macinatura dei semi di arachidi.
Il prodotto è simile al mediorientale tahina, un alimento tradizionale diffuso in Grecia, Nordafrica e paesi mediorientali ma a base di semi di sesamo.

## Storia
Fonti non accreditate ne attribuiscono la paternità ad un farmacista di Saint Louis, George A. Bayle jr., il quale alla fine del XIX secolo inventò questo alimento come sostituto proteico della carne, allora alimento molto costoso e non accessibile a molte famiglie delle classi meno abbienti.
Il burro di arachidi è stato brevettato da Marcellus Gilmore Edson nel 1884.
Coppette di burro di arachidi furono conservate assieme ad altri dolciumi nella Candy Desk (scrivania delle caramelle) del Senato degli Stati Uniti, una tradizione iniziata negli anni '60 per cui un senatore tiene in una scrivania del Senato dolciumi da offrire ai colleghi senatori.

## Composizione
Il burro di arachidi contiene un notevole apporto di proteine vegetali, oltre ad un considerevole contenuto di grassi (per lo più monoinsaturi) e una buona percentuale di fibre e acido linoleico. La pasta è ricca di acido palmitico, sale e zucchero. Oltre ai grassi, contiene proteine, fibra alimentare, vitamine, calcio, fosforo e potassio.

## Produzione
Un articolo del 2012 afferma che Cina e India sono il primo e secondo produttore di arachidi al mondo, mentre gli Stati Uniti è il terzo. Georgia e Texas sono i due maggiori stati produttori di arachidi statunitensi e più della metà del raccolto viene utilizzato per produrre burro di arachidi.

## Consumo
Il burro d'arachidi è un alimento molto consumato negli Stati Uniti, servito solitamente in sandwich formati da due fette di pane, dove su una viene spalmato il burro d'arachidi (smooth, "cremoso" o crunchy, "croccante", a seconda delle preferenze) e sull'altra viene spalmata marmellata, solitamente di fragole o mirtilli. Viene anche impiegato nella produzione di prodotti dolciari da forno, come i famosi Scorched peanut cookies, biscotti al burro di arachidi. Nella Nuova Inghilterra è anche diffuso il fluffernutter, un panino con burro di arachidi e crema di marshmallow.